# مقاومت (گیاهان)

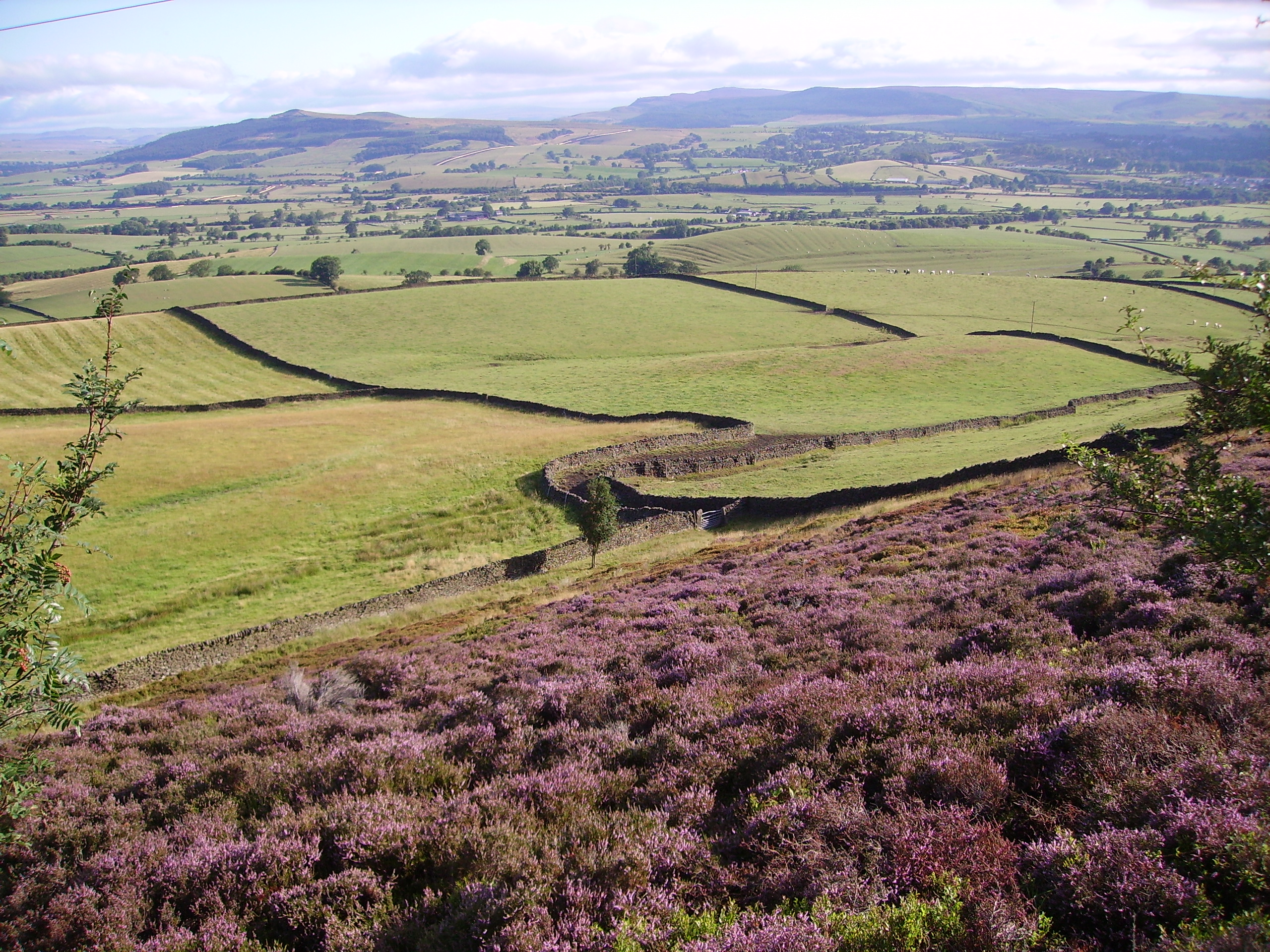
خلنگ‌زار، علف جاروب ، یکی از مقاومترین گیاهان بریتانیا (خلنگزارهای یورک شمالی)

مقاومت گیاهان توانایی آنها برای بقا در شرایط نامطلوب را توصیف می‌کند. این مسئله معمولاً به بحث در مورد بدی آب و هوا محدود شده‌است؛ بنابراین توانایی گیاه برای مقاومت در برابر سرما، گرما، خشک‌سالی، سیل، یا باد معمولاً به عنوان اندازه‌گیری مقاومت آنها در نظر گرفته می‌شود. مقاومت گیاهان با وسعت محدوده جغرافیایی بومی آنها شامل:طول جغرافیایی، عرض جغرافیایی و ارتفاع از سطح دریا تعریف می‌شود. منطقه‌ای که دارای این ویژگی‌ها باشد به‌طور ساده منطقه مقاومت نامیده می‌شود. در عرض‌های جغرافیایی مناطق معتدل، این اصطلاح اغلب مقاومت در برابر سرما مقاومت- سرما را توصیف می‌کند، و عموماً با اندازه‌گیری پایین‌ترین درجهٔ تحمل شده توسط گیاه مشخص می‌شود. مقاومت گیاه معمولاً به دو مقوله ظرافت و مقاوم تقسیم می‌شود. بعضی از منابع هم از اصطلاحات اشتباه «نیمه-سرسخت» و «کامل-سرسخت» استفاده می‌کنند. گیاهان ظریف آنهایی هستند که در دمای انجماد از بین می‌روند، درحالی‌که گیاهان مقاوم بسته به نوع گیاه در این دما-حداقل دماهای پایین مشخصی- زنده می‌مانند. «نیمه سرسخت»
اصطلاحی است که گاهی در باغبانی علمی برای توصیف گیاهانی استفاده می‌شود که در گرما کاشته شده و در زمستان یا اوایل بهار بعد از برطرف شدن تمام خطرات مربوط به یخ‌زدن به باغ منتقل می‌شوند.«کامل-سرسخت» معمولاً به گیاهانی اشاره می‌کند که باروش انجمن سلطنتی باغبانی علمی طبقه‌بندی می‌شوند و اغلب می‌تواند موجب گیج شدن کسانی گردد که از این روش استفاده نمی‌کنند.
گیاهان در تحمل موقعیت‌هایی که در آن رشد می‌کنند بسیار با هم متفاوتند. زادگیری گزینشی جوره‌هایی که قادر به تحمل آب و هوای ویژه‌ای هستند بخش مهمی از کشاورزی و باغبانی علمی را تشکیل می‌دهد. گیاهان تا حدودی خود را با تغییرات آب و هوایی سازگار می‌کنند.